# ناچو مارتینز
ناچو مارتینز (اسپانیایی: Nacho Martínez‎؛ ‏ ۸ ژوئیهٔ ۱۹۵۲ – ۲۴ ژوئیهٔ ۱۹۹۶) بازیگر اهل اسپانیا بود.
از فیلم‌ها یا برنامه‌های تلویزیونی که وی در آن نقش داشته‌است می‌توان به کفش پاشنه‌بلند و سفر به هیچ‌کجا اشاره کرد.